# 鼻熊 (海蝕洞)
鼻熊（はなぐま）または千貫目（せんがんめ）は、宮崎県延岡市にある海蝕洞。

## 概要
日向灘北部にある島浦島の西海岸の岩稜にある海蝕洞。熊の鼻穴に似ていることから鼻熊と呼ばれている。波が穏やかな日にはクルージングでくぐりぬけることができる。